# Luigi Allemandi
Luigi Allemandi (San Damiano Macra, 1903. november 8. – Pietra Ligure, 1978. szeptember 25.) világbajnok olasz labdarúgó, hátvéd, edző.

## Pályafutása

### Klubcsapatban
1921 és 1925 között a Legnano csapatában kezdte a labdarúgást. 1925 és 1927 között a Juventus labdarúgója volt, ahol az 1925–26-os idényben a bajnok csapat tagja volt. 1927 és 1935 között az Ambrosiana együttesében szerepelt. Az 1929–30-as idényben itt is aranyérmes lett a csapattal. 1935 és 1937 között az AS Roma, 1937–38-ban a Venezia, 1938–39-ben a Lazio labdarúgója volt. Az aktív labdarúgást 1939-ben hagyta abba.

### A válogatottban
1925 és 1936 között 24 alkalommal szerepelt az olasz labdarúgó-válogatottban. Tagja volt az 1934-es világbajnoki címet nyert csapatnak. 1933-34-ben kétszer szerepelt az olasz B-válogatottban.

### Edzőként
1939-ben egy rövid ideig az Lazio edzője volt. 1955-ben az Alessandria csapatának szakmai munkáját irányította.

## Sikerei, díjai
Olaszország
- Világbajnokság
  - aranyérmes: 1934, Olaszország
- Európa kupa
  - győztes: 1927–30, 1933–35

 Juventus
- Olasz bajnokság
  - bajnok: 1925–26

 Ambrosiana
- Olasz bajnokság
  - bajnok: 1929–30